# Zhushan (häradshuvudort i Kina, Hubei Sheng, lat 29,99, long 109,48)
Zhushan (kinesiska: 珠山, Xuan’en, Xuan’en Xian, 宣恩县, Süan-en-hsien, Hsüan-en-hsien, Hsüan-en, 宣恩) är en häradshuvudort i Kina. Den ligger i provinsen Hubei, i den centrala delen av landet, omkring 470 kilometer väster om provinshuvudstaden Wuhan. Antalet invånare är 310 368. Befolkningen består av 149 986 kvinnor och 160 382 män. Barn under 15 år utgör 19,0 %, vuxna 15-64 år 69 %, och äldre över 65 år 10,0 %.
Runt Zhushan är det ganska tätbefolkat, med 124 invånare per kvadratkilometer. Zhushan är det största samhället i trakten. I omgivningarna runt Zhushan växer i huvudsak blandskog.
Genomsnittlig årsnederbörd är 1 677 millimeter. Den regnigaste månaden är september, med i genomsnitt 284 mm nederbörd, och den torraste är december, med 18 mm nederbörd.